# 柴垣旭延
柴垣 旭延（しばがき あきのぶ、1941年9月9日 - ）は、愛知県江南市出身の高校野球指導者。西濃運輸硬式野球部（岐阜県大垣市）監督を経て、母校である享栄高等学校野球部監督に就任。春夏4度ずつの甲子園出場を果たし2007年限りで総監督に就くも、2013年から2018年まで同校監督に復帰した。

## 経歴

### 現役時代

#### 高校まで
5人姉弟の2番目で長男として生まれ、本格的に野球に取り組んだのは中学から。当時160cm程と小柄だったが、やがて地肩の強さと足の速さを活かし1番・遊撃手に定着。3年時の進路相談では、野球の有名校への進学を期するも担任教師の説得を容れ、地元の滝実業学校（当時）普通科へ進学した。しかし学業重視の学校方針に馴染めず悩んでいたところへ、父から自営会社の倒産を打ち明けられ、大学進学を諦める覚悟もした。そこで、せめて高校時代だけでも野球に専念させて欲しいと父に頼み込み、『中京商（当時）、東邦、享栄商（当時）』の3校程度しか知らない強豪校への転校を了承された。
幸いにも享栄へ進学した中学時代の友人のツテで、同校野球部長・佐々木保（のちの県高野連理事長）に認められると、同級生だけで70人もの野球部員がいる享栄商への転校を1年の2学期（1957年）から果たせた。転校後、1年間の公式戦出場不可という規定も意に介さず好きな部活動に没頭すると、2年生秋の新チームから1番三塁手として定着した。しかし、その秋の県大会のリーグ戦では中京商、東邦に相次いで敗れ、また3年夏の県予選ベスト8でも愛知県立豊橋商業高等学校に2-3で惜敗。在学中の甲子園出場を果たせなかった。
そのころ、半ば諦めた大学進学も可能になるほど父の仕事も安定しだした。そこへ、新井一監督（当時）の知人を通じて中央大学から声を掛けられ、同校へ進学した。

#### 大学時代
入学当初は2部リーグに甘んじていた中大野球部だったが、2年生の秋には1部への昇格を果たした。4年時（1963年）には、1年後輩の武上四郎（元ヤクルト監督）や末次民夫、3年後輩の高橋善正投手（元巨人）といった名立たるチームメイトを、2番二塁手の主将として牽引。同年秋のリーグ戦では優勝した。
就職にあたって、首都圏で社会人の強豪野球チームを有する企業への進路が内定していたものの、享栄商の新井監督から「大垣の西濃運輸から柴垣への面会を求められている」話を聞かされる。そこで恩師の顔を立てるため、とりあえず西濃運輸野球部へ伺うだけで済ませたつもりが、後日の外出中に、西濃の幹部が自宅へ来訪。帰宅して、首都圏のチームに御世話になる旨を直接告げたものの、その幹部の熱意によってすでに説き伏せられていた父親から翻意を促されたため、一転して西濃運輸への就職を決めた。

#### 社会人時代
母校・享栄の12年ぶり甲子園出場を果たした1学年下の世代が数人、先に入社していたとはいえ、柴垣の入社した1964年時の西濃野球部は、発足5年目の新興勢力でしかなかった。それでも2年ぶり2回目の都市対抗大会への出場を果たすと、柴垣も1番二塁手としてチームに貢献した。
以後、選手として8年、監督として5年の計13年連続で、都市対抗大会へ出場した。しかし“ビッグ3”と評された『日本生命、日本石油（当時）、熊谷組（当時）』を始め、並み居る強豪の分厚い壁に阻まれ、1972年のベスト4が最高で、優勝を果たせぬまま野球部から退き、1977年4月から社業に専念した。

### 指導者時代
野球から遠ざかっていた1978年秋、高校転校時に世話になった佐々木から、母校・享栄野球部の監督就任を突如、打診される。当初は断わるも再三に亘る電話攻勢によって心変わりし、1度も練習見学をしないまま要請を受諾。西濃運輸を退社して、新年度前の翌1979年3月には享栄野球部監督に就任した。
初めて練習を見た際の、レベルの物足りなさも不満だったが、それよりも野球道具から教科書まで散乱する部室に閉口。そこで部員には日常生活を正すところから指導した。それから練習内容も守備・打撃など分刻みで区切り、メリハリを持たせた。そして監督自ら打撃投手を務め、あるいは打撃で手本を見せると、投げれば剛速球、打てば柵越え連発という監督の力量には部員たちが心服。その指導成果は早速、同年秋の新チーム県大会2位、中部大会出場という結果で表れだした。
小川宗直（元西武など）をエースに擁し、9年ぶりに決勝へ進んだ翌夏（1980年）の県大会では0-3で敗れ、甲子園出場を逃した。しかし柴垣自身は「勝つ喜び」を知り始めた部員たちに手応えを感じた。そして、このころから柴垣の指導を仰ぐべく中学生の逸材が、古豪復活を遂げ始めた享栄へ入学しだした。
1981年4月、のちに投打の軸となる平田幸夫と藤王康晴（元中日など）が入学。藤王に至っては入部から1か月未満の4月26日には春の県大会1回戦から起用。三塁打を打つ活躍を見せ、続く2回戦では5番打者に抜擢した。平田・藤王2年秋の躍進で翌春の第55回選抜高等学校野球大会へ、柴垣にとって初（享栄20年ぶりのセンバツ）の甲子園出場を果たし、創立70周年を迎えた学校に花を添えた。センバツでは新3年生の藤王の打棒が爆発、ベスト8まで躍進した。しかし夏の県大会では、中学からの藤王のライバル・野中徹博（元阪急など）をエースに擁す中京に82年、83年の2年連続で決勝敗退。藤王は83年秋、ドラフト1位で中日へ入団した。
翌84年は、藤王に次ぐ2年生の大型打者・安田秀之（元南海など）を4番に据え。、投打全体のバランスに優れたチーム作りに成功。春の県大会から好調を維持し、夏の県予選決勝で東邦に4-3で勝利し、16年ぶりとなる夏の甲子園出場を決めた。しかし1回戦で当時2年生のKKコンビを擁するPL学園と対戦、清原和博に3発の本塁打を許すなど1-14で大敗した。2005年に退任。これまでの教え子には近藤真市(真一)、高木浩之、大島洋平ら、プロ野球で活躍する選手も多い。

## 甲子園での成績
- 春：出場4回
- 夏：出場4回
- 通算：出場8回